# Strážná (Vítkovská vrchovina)
Strážná (německy Huthberg, 641 m n. m.) je po vrcholu Křížový vrch (642) druhý nejvyšší pojmenovaný vrchol Vítkovské vrchoviny v části Nízkého Jeseníku. Zároveň je nejvyšším bodem okresu Přerov. Nachází se severozápadně od vesnice Luboměř pod Strážnou a leží u hranice Vojenského újezdu Libavá v okrese Přerov v Olomouckém kraji. Vrchol je veřejnosti přístupný a je z něj rozhled do okolí.

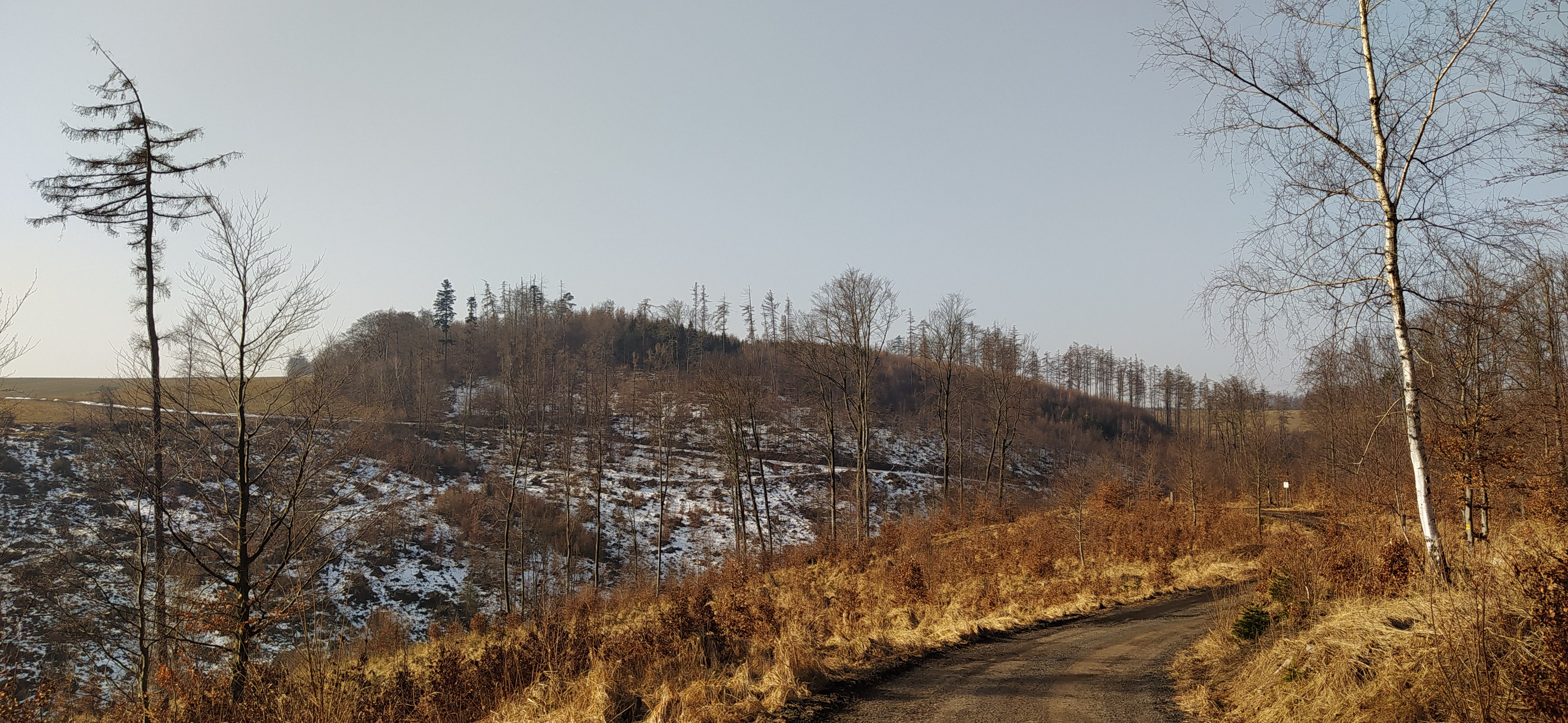
Strážná, severní svahy

## Další informace
Podle Demka a Mackovčina (2006) je nejvyšším vrcholem Vítkovské vrchoviny právě Strážná.
Strážná byla v minulosti součástí Vojenského újezdu Libavá.
Na jižním svahu Strážné se nachází vodárna zásobující vodou blízkou Luboměř pod Strážnou a okolí.
Přibližně severním směrem, ve Vojenském újezdu Libavá, se nacházela zaniklá obec Barnov.